# Saint-Agil
Saint-Agil is een plaats en voormalige gemeente in het Franse departement Loir-et-Cher in de regio Centre-Val de Loire en telt 284 inwoners (2005). De plaats maakt deel uit van het arrondissement Vendôme.

## Geschiedenis
Saint-Agil maakte deel uit van het kanton Mondoubleau tot dat op 22 maart 2015 werd opgeheven en de gemeenten werden opgenomen in het op die dag gevormde kanton Le Perche. op 1 januari 2018 fuseerde de gemeente met Arville, Oigny, Saint-Avit en Souday tot de commune nouvelle Couëtron-au-Perche.

## Geografie
De oppervlakte van Saint-Agil bedraagt 15,2 km², de bevolkingsdichtheid is 18,7 inwoners per km².
De onderstaande kaart toont de ligging van Saint-Agil met de belangrijkste infrastructuur en aangrenzende gemeenten.

## Demografie
Onderstaande figuur toont het verloop van het inwonertal (bron: INSEE-tellingen).